# Bernard Picart

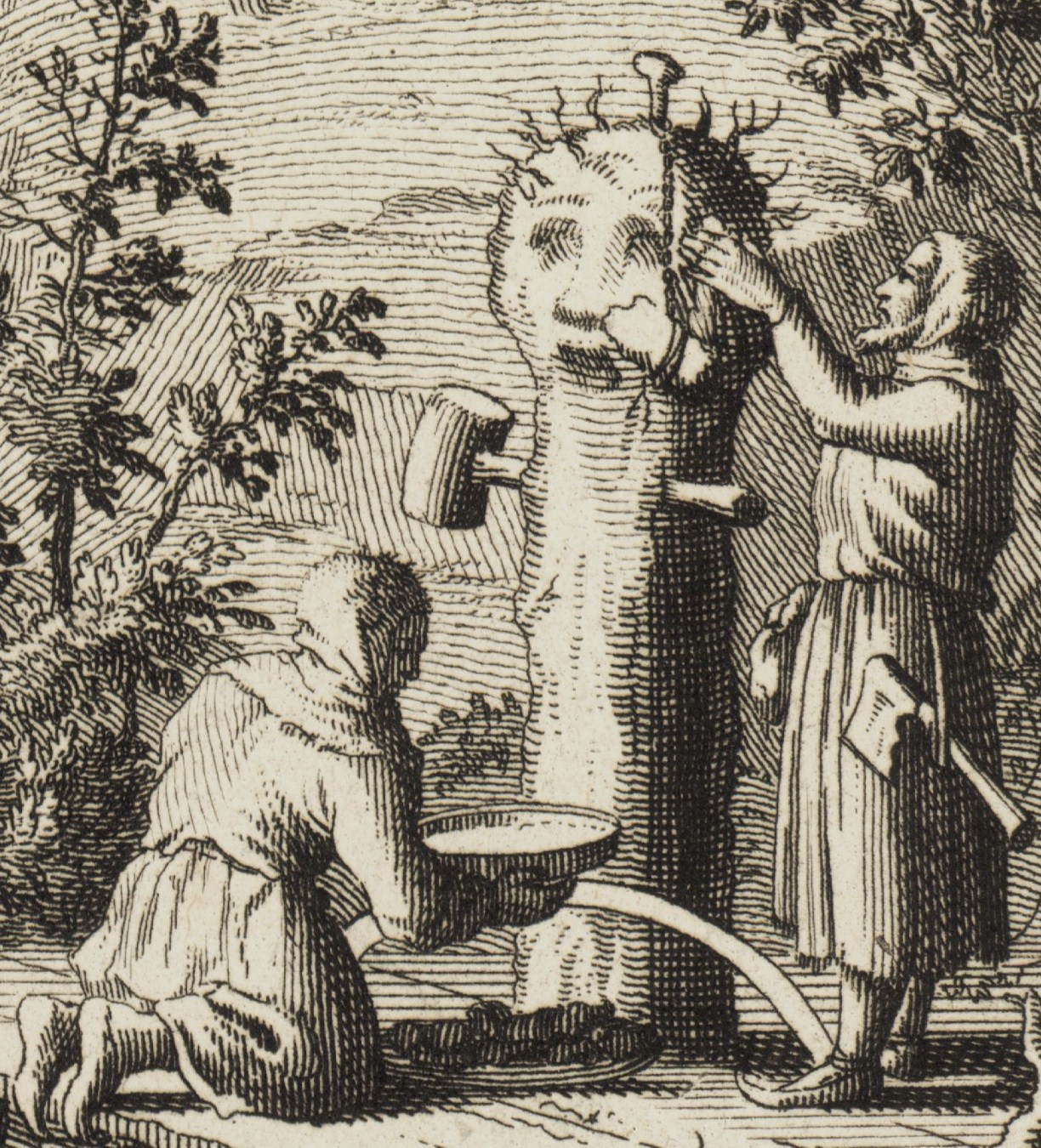
Grabado de Bernard Picart

Bernard Picart (París, 11 de junio de 1673 - Ámsterdam, 8 de mayo de 1733) fue un grabador francés.
Su padre Etienne Picart era también grabador. Se trasladó a Amberes en 1696, y luego pasó un año en Ámsterdam, antes de regresar a Francia a finales de 1698. Después de que su esposa muriera en 1708, se trasladó a Ámsterdam en 1711.
La mayor parte de su obra fueron ilustraciones de libros, incluyendo la Biblia y obras de Ovidio. Su obra más famosa es Cérémonies et coutumes religieuses de tous les peuples du monde, que fue apareciendo desde 1723 hasta 1743 siendo un esfuerzo inmenso para registrar los rituales religiosos y las creencias del mundo en toda su diversidad, de la forma más objetiva y auténtica posible.